# Cementerio de Santa Isabel (Vitoria)
El cementerio de Santa Isabel es un camposanto sito en la ciudad española de Vitoria, en el actual barrio de Zaramaga.

## Descripción

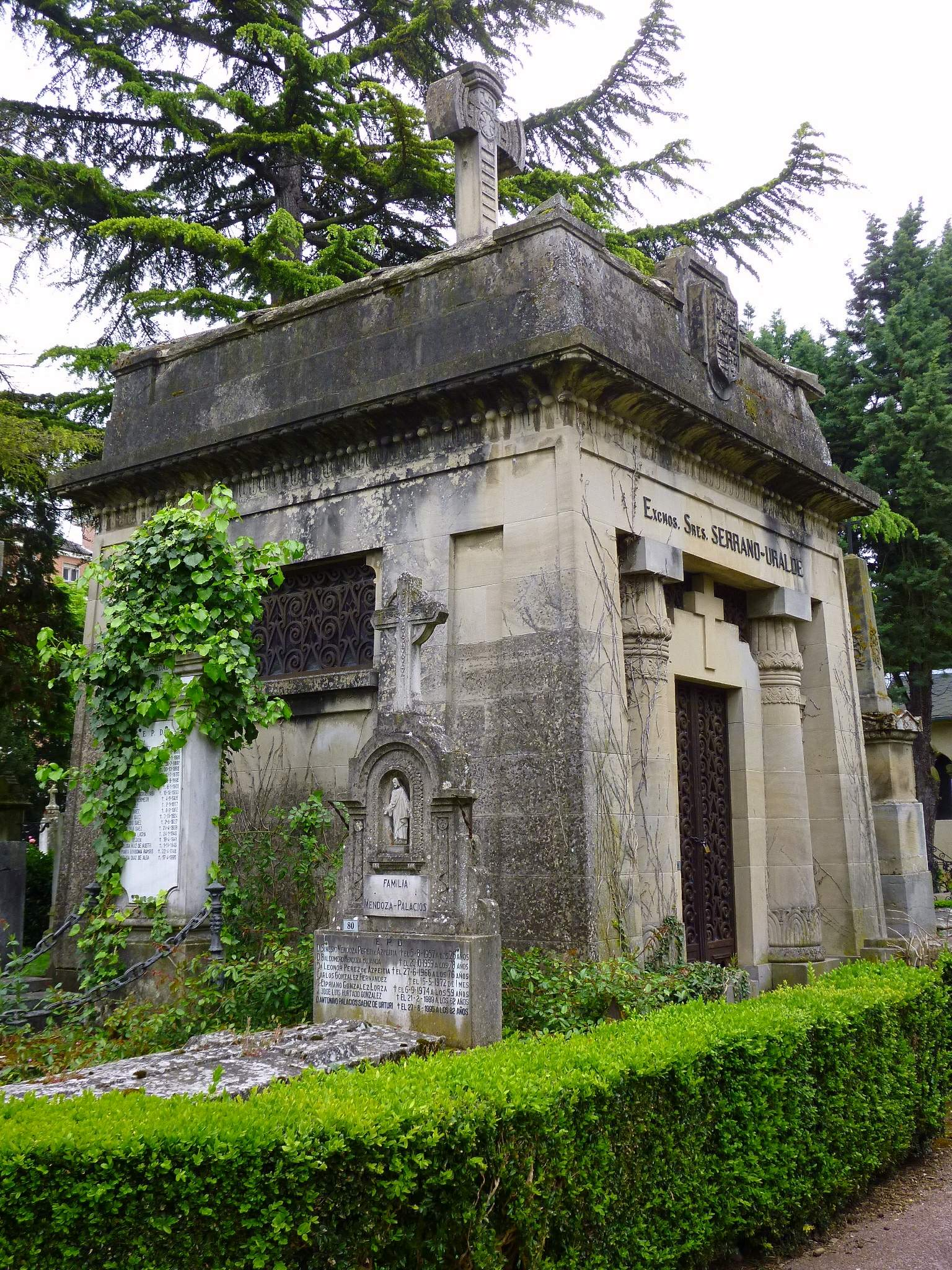
Un panteón del cementerio

Construido a comienzos del siglo XIX para hacer frente al gran número de enterramientos que se tuvieron que llevar a cabo a raíz de una epidemia de tifus, para mediados de la centuria habría estado prácticamente vacío. Estaba entonces a las afueras de la ciudad.
En 1845, en la sesión celebrada el 6 de agosto, el ayuntamiento acordó el ensanche y la reforma del cementerio, en el que, según reseña Colá y Goiti, apenas había por entonces una docena de panteones, entre ellos el de la marquesa de la Alameda, de 1827, y el de Jacinta Fernández de la Cuesta, del año siguiente. Ese mismo año de 1845, en enero, el entonces procurador síndico, Ladislao Velasco Fernández de la Cuesta, propuso unas reformas que condujeron a la apertura de nuevas calles y también a plantar los jardines con árboles; estableció, asimismo, una distribución de los enterramientos para pobres, de tal forma que fuera más fácil encontrar los restos de cualquier cadáver una vez hubiese desaparecido la cruz de su enterramiento. Al efecto, se dividió el terreno rectangular de los jardines en cuadrículas amojonadas en las lindes del boj, de manera que, inscribiendo en el registro de la administración del cementerio la línea de longitud y la de latitud al pie del sujeto, se encontraba enseguida el enterramiento, que sería el situado en el punto de intersección. «Hoy el cementerio es un modelo no solo en España sino en muchas ciudades del extranjero. La higiene, el respeto á los que fueron y el arte mismo tienen cumplido tributo en esta construcción, en la que no hubo nunca el fatal sistema de nichos tan generalizado por desgracia», apuntaba Colá y Goiti en La ciudad de Vitoria bajo los puntos de vista artístico, literario y mercantil, seguida del indicador del viajero.
Entre los años 1936 y 1945, durante la Guerra Civil y durante el primer periodo de la dictadura franquista, al menos 33 (otras fuentes hablan de hasta 200) republicanos y opositores al régimen fueron ejecutados en los terrenos del cementerio; entre ellos estaban Alfredo Espinosa, Lauaxeta y José Placer Martínez de Lecea. Se les recuerda con un panel informativo a la entrada del camposanto y una placa conmemorativa en el interior del cementerio.
Se realizan visitas guiadas por el cementerio, que tiene una extensión de 57 072 metros cuadrados. En 2016, figuró entre los finalistas del Concurso de Cementerios en la categoría que reconocía el valor monumental y arquitectónico. Las personas difuntas de la ciudad de Vitoria suelen ir a reposar al cementerio de El Salvador, a las afueras, pues en el de Santa Isabel tan solo se realizan enterramientos en los panteones ya adquiridos previamente por las familias.

## Figuras notables

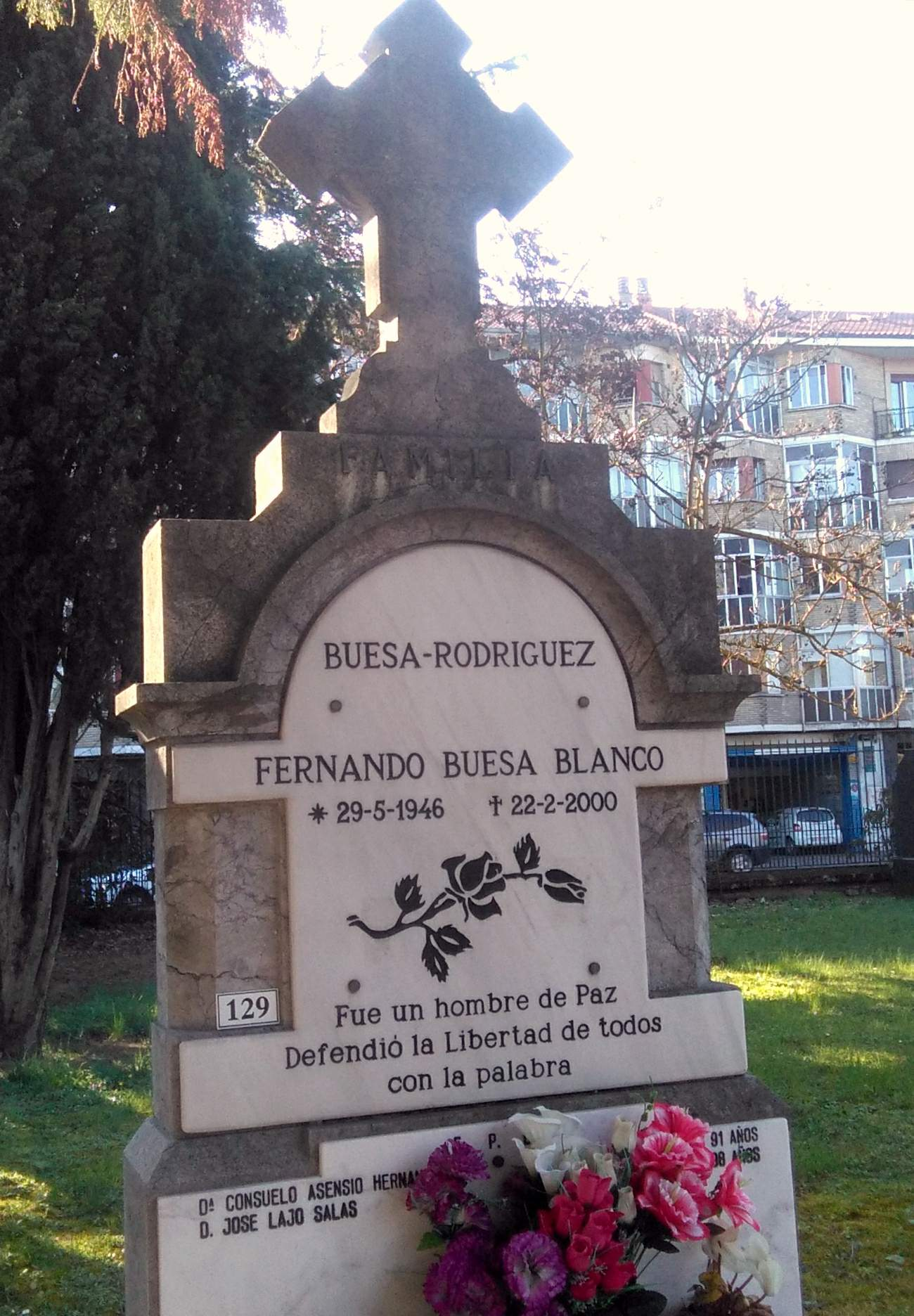
La tumba de Fernando Buesa Blanco, político del Partido Socialista de España asesinado por ETA

En el cementerio reposan los restos de, entre otras, las siguientes figuras reconocidas de la ciudad:
- Mateo Benigno de Moraza[1]
- Manuel Iradier[1]
- Fernando de Amárica[1]
- Teodoro González de Zárate[1]
- Xabier Landaburu[1]
- Ignacio Hidalgo de Cisneros[1]
- Micaela Portilla[1]
- Elvira Zulueta Ruiz de Gámiz[8]
- Daría Imbert Aranguren[8]
- Juan Díaz de Garayo, el Sacamantecas[1]
- Lauaxeta[1]
- Alfredo Espinosa[1]
- Fernando Buesa Blanco[12]